# Lysine hydroxylase
La lysine hydroxylase est une oxydoréductase qui catalyse la réaction, :
L-lysine-[procollagène] + α-cétoglutarate + O2  {\displaystyle \rightleftharpoons }  (2S,5R)- 5-hydroxy-L-lysine-[procollagène] + succinate + CO2.
Cette enzyme homodimérique est liée à la membrane du réticulum endoplasmique rugueux du côté du lumen ; elle est indispensable à la formation et à la stabilisation du collagène.
Elle requiert du fer et du L-ascorbate (vitamine C) comme cofacteurs.